# فراشة الجبل الصفراء الغائمة

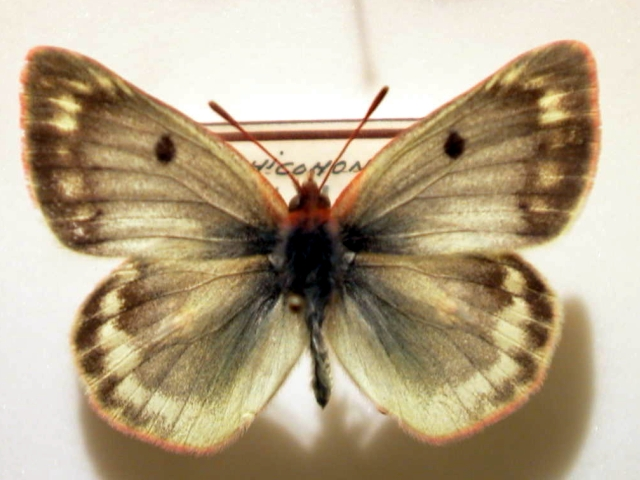

فراشة الجبل الصفراء الغائمة (الاسم العلمي Colias phicomone)، نوع فراش من حرشفيات الأجنحة وفصيلة الكرنبيات. توجد في جبال كانتابريا وجبال البيرينيه وجبال الكاربات وجبال الألب. وهي تطير على ارتفاعات تصل من 900 إلى 2800 متر.
يصل طول جناحيها 40-50 ملم. تسرح الفراشة من يونيو إلى أغسطس حسب الموقع.
تتغذى اليرقات على نباتات فصيلة البقولية.

## النويعات
- Colias phicomone phicomone (Alps, northern Carpathians, northern Italy)
- Colias phicomone juliana Hospital, 1948 (Cantabria)
- Colias phicomone oberthueri Verity, [1909] (Pyrenees)
- Colias phicomone phila Fruhstorfer, 1903 (Kashmir)

## روابط خارجية
- Butterflies of Europa نسخة محفوظة 8 يونيو 2011 على موقع واي باك مشين.